# Alsodes verrucosus
Alsodes verrucosus är en groddjursart som först beskrevs av Philippi 1902.  Alsodes verrucosus ingår i släktet Alsodes och familjen Cycloramphidae. IUCN kategoriserar arten globalt som otillräckligt studerad. Inga underarter finns listade i Catalogue of Life.

## Bildgalleri

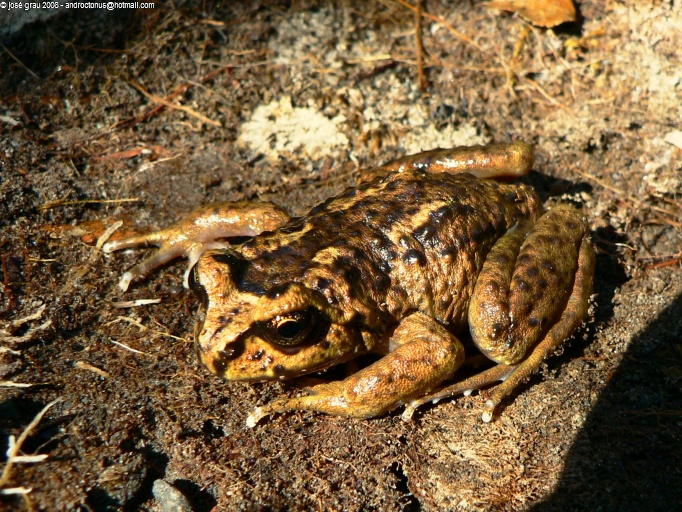